# آروی سایمون استوین
آروی سایمون استوین (به انگلیسی: RV Simon Stevin) یک کشتی است که طول آن 36 meters می‌باشد.